# Ligne Arbatsko-Pokrovskaïa
Pour les articles homonymes, voir Pokrovskaia.
La ligne Arbatsko-Pokrovskaïa (en russe : Арбатско-Покровская линия) est une ligne du métro de Moscou. Elle fut la deuxième ligne de métro à être ouverte à Moscou, et relie aujourd'hui le district d'Izmaïlovo à l'est de la ville, à celui de Stroguino à l'ouest, en passant par le centre-ville. Elle compte à l'heure actuelle 21 stations, et s'étale sur 43,7 kilomètres de long, ce qui en fait la plus longue ligne de la ville.

## Histoire

### Première période (1938-1953)
L'histoire de la ligne débute avec la construction d'une première section, longue de 2,3 kilomètres, et des deux stations Plochtchad Revolioutsii et Kourskaïa qui en sont les deux extrémités. Elle est mise en service le 13 mars 1938 en étant en continuité avec une ancienne branche de la ligne rouge de Aleksandrovski sad à Kievskaïa, qui en est séparée pour cette création.

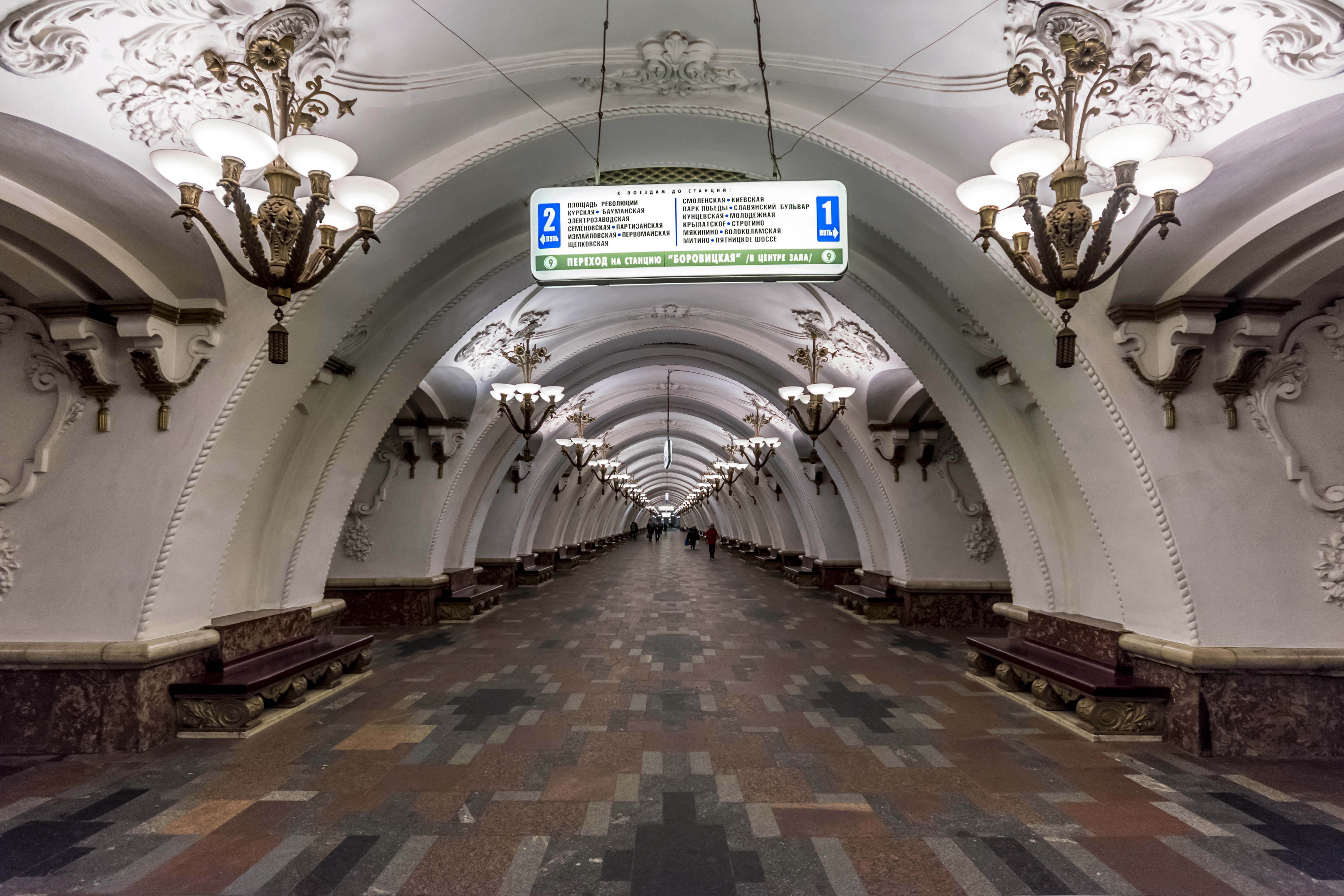
Station Arbatskaïa.

Pendant la Seconde Guerre mondiale, la construction du métro se poursuit, et le 18 janvier 1944 a lieu la mise en service du prolongement vers l'ouest de Kourskaïa à Izmaïlovskaïa (renommée Partizanskaïa en 2005). Long de 7,1 km, il comporte deux stations intermédiaires : Baumanskaïa et Semionovskaïa. Une troisième station intermédiaire, Elektrozavodskaïa est ouverte le 15 mai 1944.
Le chantier suivant consiste à reprendre l'ancienne branche de la ligne rouge entre Plochtchad Revolioutsii et Kievskaïa, car constituée de stations en surface elle n'offre pas suffisamment de protection en cas de conflit. Il est donc décidé de construire une section en parallèle mais profonde. Cela aboutit à l'ouverture le 5 avril 1953 d'une nouvelle section de Plochtchad Revolioutsii à Kievskaïa, avec deux stations intermédiaires profondes : Arbatskaïa (L3) et Smolenskaïa. Dans le même temps l'ancienne section en surface est fermée.
Cette première période stalinienne, construite du vivant de Staline, fait partie de la période historique du métro de Moscou. La ligne comporte neuf stations qui ont fait sa réputation car chacune est unique tout en étant un élément d'un ensemble « architectural exemplaire ».

### Seconde Période (1953-1964)

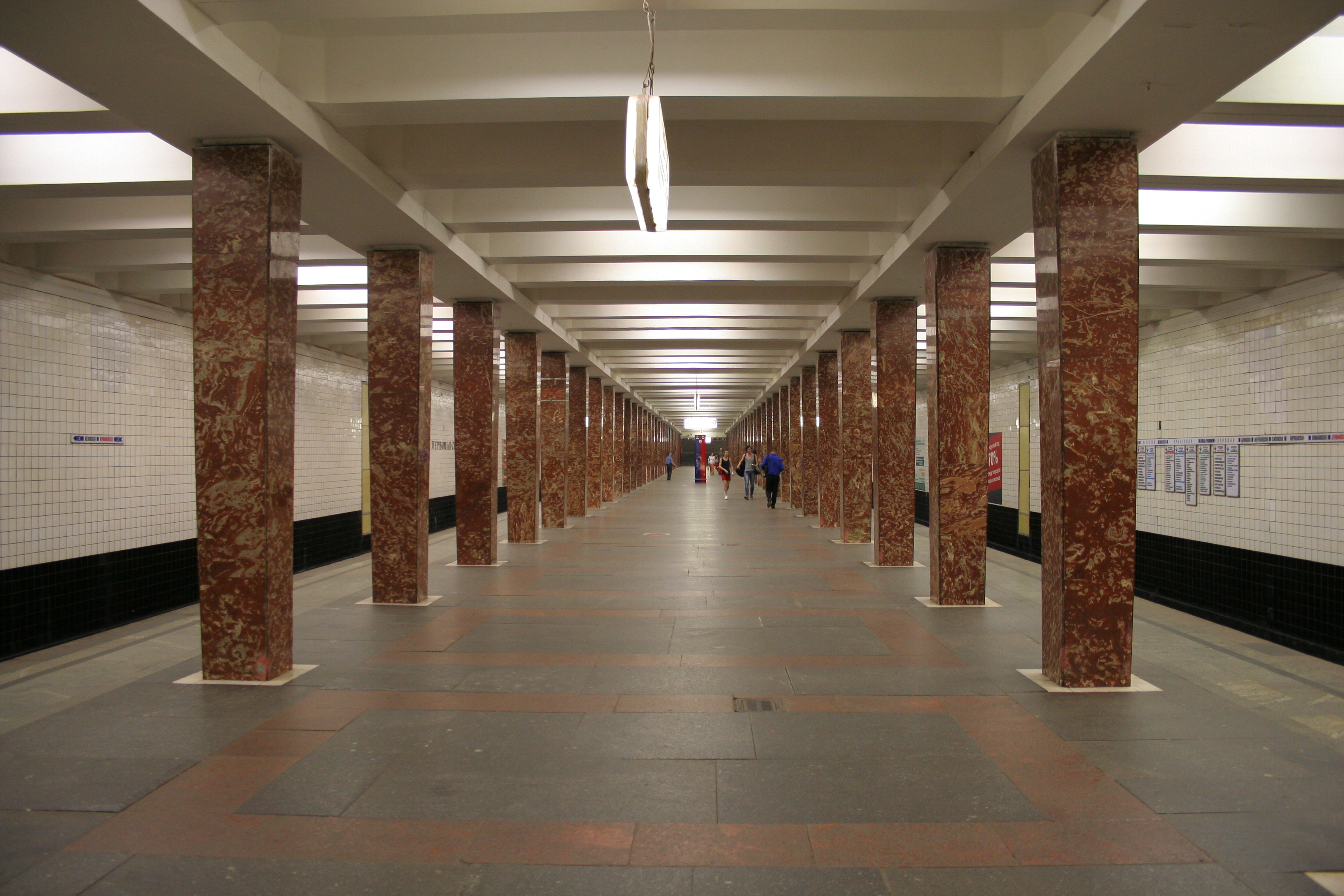
Station Pervomaïskaïa.

Le 5 septembre 1954 a lieu la mise en service d'un court prolongement nord de Izmaïlovskaïa à Pervomaïskaïa, qui est une station de surface situé à côté du dépôt de la ligne. C'est une station et un terminus provisoire de la ligne.
L'ouverture suivante, le 21 octobre 1961, est de nouveau un prolongement à partir de la station Izmaïlovskaïa qui remplace le précédent qui n'est plus qu'un embranchement pour le dépôt. Long de 3,8 km, il rejoint la nouvelle station Pervomaïskaïa qui remplace et prend le nom de l'ancienne station terminus qui est fermée. Une station intermédiaire en surface, Izmaïlovskaïa, y est ouverte.
Le dernier tronçon ouvert durant cette période est un prolongement nord de 1,6 km qui rejoint le nouveau terminus Chtchiolkovskaïa le 22 juillet 1963.
Cette période « khrouchtchévienne » est caractérisée par des stations construites à faible profondeur suivant un modèle standard, elle ne diffèrent que par les couleurs des finitions, de marbre sur les piliers, et de carreaux de faïence sur les murs. La volonté politique est d'éviter les « extravagances architecturales » et de faire des économies ce qui a également enterré le projet stalinien de prolongement profond à l'est de Kievskaïa.

### Après 1989
Puis pendant presque 40 ans, aucune extension ne fut aménagée sur cette ligne. Dans la fin des années 1980 cependant, un plan fut envisagé qui avait pour objectif de corriger la tentative infructueuse de la ligne Filiovskaïa, et la première partie de la station Park Pobedy n'ouvrit qu'en 2003, après 15 ans de construction, devenant alors la station la plus profonde du réseau moscovite.

### Chronologie
| Segment                                                             | Date d'ouverture        | Longueur       |
| ------------------------------------------------------------------- | ----------------------- | -------------- |
| Kievskaïa — Aleksandrovski sad, séparé de la ligne Sokolnitcheskaïa | 13 mars 1938            | 4 km           |
| Aleksandrovski sad — Kourskaïa                                      | 13 mars 1938            | 4 km           |
| Kourskaïa — Partizanskaïa                                           | 18 janvier 1944         | 7.1 km         |
| Elektrozavodskaïa                                                   | 15 mai 1944             | N/A            |
| Plochtchad Revolioutsii — Kievskaïa                                 | 5 avril 1953            | 3.9 - 4 km*    |
| Partizanskaïa — Pervomaïskaïa (ancienne)                            | 24 septembre 1954       | 1.5 km         |
| Partizanskaïa — Pervomaïskaïa (nouvelle)                            | 21 octobre 1961         | 3.8 - 1.5 km** |
| Pervomaïskaïa (nouvelle) — Chtchiolkovskaïa                         | 22 juillet 1963         | 1.6 km         |
| Kievskaïa — Park Pobedy                                             | 6 mai 2003              | 3.2 km         |
| Park Pobedy — Kountsevskaïa                                         | 7 janvier 2008          | 4.9 km         |
| Kountsevskaïa — Krylatskoïe, séparé de la ligne Filiovskaïa         | 7 janvier 2008          | 4.3 km         |
| Krylatskoïe — Stroguino                                             | 7 janvier 2008          | 6.6 km         |
| Slavianski Boulvar                                                  | 7 septembre 2008        | N/A            |
| Stroguino — Mitino                                                  | 26 décembre 2009        | 5.5 km         |
| Total                                                               | 20 stations (+1 fermée) | 44.3 km        |

* Jusqu'en 1953, la section allant à Kievskaïa via Aleksandrovski Sad était partie intégrante de la ligne.
** À la suite de l'extension de 1961, la station temporaire Pervomaïskaïa fut fermée, ainsi que ses rails.

### Changements d'appellation
| Station       | Ancienne(s) dénomination(s)                        | Années    |
| ------------- | -------------------------------------------------- | --------- |
| Partizanskaïa | Izmaïlovski Park Koultoury i Otdykha imeni Stalina | 1944-1946 |
| Partizanskaïa | Izmaïlovskaïa                                      | 1946-1962 |
| Partizanskaïa | Izmaïlovski Park                                   | 1962-2005 |
| Izmaïlovskaïa | Izmaïlovski Park                                   | 1961-1962 |
| Semionovskaïa | Stalinskaïa                                        | 1944-1961 |

### Stations et correspondances
|  |   |  | Station                 | Lieu                | Correspondance                                                                                       |
|  | - |  | ----------------------- | ------------------- | --- |
|  | • |  | Chtchiolkovskaïa        | Severnoïe Izmaïlovo | |
|  | • |  | Pervomaïskaïa           | Izmaïlovo           | |
|  | • |  | Izmaïlovskaïa           | Izmaïlovo           | |
|  | • |  | Partizanskaïa           | Izmaïlovo           | via la station Izmaïlovo                                                                             |
|  | • |  | Semionovskaïa           | Sokolinaïa Gora     | |
|  | • |  | Elektrozavodskaïa       | Sokolinaïa Gora     | dans la même station                                                                                 |
|  | • |  | Baumanskaïa             | Basmanny            | |
|  | o |  | Kourskaïa               | Basmanny            | via la station Kourskaïa (L5) via la station Tchkalovskaïa                                           |
|  | o |  | Plochtchad Revolioutsii | Tverskoï            | via la station Okhotny Riad via la station Teatralnaïa                                               |
|  | o |  | Arbatskaïa              | Tverskoï            | via la station Biblioteka imeni Lenina via la station Aleksandrovski sad via la station Borovitskaïa |
|  | • |  | Smolenskaïa             | Arbat               | |
|  | o |  | Kievskaïa               | Arbat               | via la station Kievskaïa (L4) via la station Kievskaïa (L5)                                          |
|  | o |  | Park Pobedy             | Dorogomilovo        | dans la même station                                                                                 |
|  | • |  | Slavianski boulvar      | Fili-Davydkovo      | |
|  | o |  | Kountsevskaïa           | Kountsevo           | dans la même station                                                                                 |
|  | • |  | Molodiojnaïa            | Kountsevo           | |
|  | • |  | Krylatskoïe             | Krylatskoïe         | |
|  | • |  | Stroguino               | Stroguino           | |
|  | • |  | Miakinino               | Krasnogorsk         | |
|  | • |  | Volokolamskaïa          | Mitino              | |
|  | • |  | Mitino                  | Mitino              | |
|  | • |  | Piatnitskoïe chosse     | Mitino              | |

## Matériel roulant
La ligne est desservie par le dépôt d'Izmaïlovo (No.1) et possède actuellement 43 trains de sept wagons qui lui sont assignés. Comme le veut la tradition, aucun des trains qu'elle reçut ne sortait de l'usine, et la plupart de son matériel roulant consistait de vieux modèles de trains, que les autres lignes retirèrent de la circulation en faveur de modèles plus récents. Ainsi, tous les trains retirés de cette ligne sont conduits à la casse. En 1975, la ligne combinait les types Am et Bm, et le type D arriva en 1995. Aujourd'hui les trains sont de type E (modèles Ezh, Ezh1, Em-508 et Em-509).

## Développements récents et futurs

### À l'ouest
En 1953, après la fermeture des stations superficielles situées entre Plochtchad Revolioutsii et Kievskaïa, et leur remplacement par des stations profondes, de nouvelles extensions à l'ouest devaient avoir lieu, avant que Khrouchtchev demande que tous les travaux soient annulés pour créer la ligne Filiovskaïa, à la surface. Bien que la construction de stations en surface fut assez rapide pour atteindre les districts de l'ouest de Moscou vers le milieu des années 1960, le climat hivernal russe posa de gros problèmes au fonctionnement et à l'entretien de la ligne Filiovskaïa.
De plus, les districts du nord-ouest de Moscou, à savoir les résidences pavillonnaires de Stroguino et Mitino, construits dans les années 1970-1980, demeuraient isolés, et les correspondances s'appuyaient uniquement sur les lignes de bus et de tram allant vers Chtchoukinskaïa et Touchinskaïa, sur la ligne Tagansko-Krasnopresnenskaïa, faisant de cette dernière la ligne la plus chargée du système.
Vers le milieu des années 1980, il devint clair qu'une reconstruction complexe était nécessaire afin de résoudre le problème de l'ouest. Trois développements distincts devaient commencer. Du fait du faible trafic de passagers sur la ligne Arbatsko-Pokrovskaïa, il fut décidé qu'elle servirait de pilier pour la correspondance des usagers. La première portion rallongerait la branche souterraine de trois stations, le long de l'avenue Koutouzovski. Ensuite, la ligne annexerait les stations terminales de la ligne Filevskaïa, et continuerait en direction de Stroguino et Mitino. Les travaux commencèrent à la fin des années 1980, avec l'ouverture de la première station prévue au début des années 1990, et la partie restante de la ligne devant ouvrir dans la foulée. Cependant, la première station (Park Pobedy) ne fut ouverte qu'en 2003, et parmi les deux suivantes (Minskaïa et Slavianski Boulvar), seule la dernière fut conservée, et devrait ouvrir en mai 2008.
Après un long débat sur la manière dont il fallait réaliser la jonction à Kountsevskaïa, et sous la pression de la population locale, une plate-forme de correspondance sera installée dans la station en surface rénovée, et les stations restantes de la ligne Filiovskaïa (Molodiojnaïa et Krylatskoïe) seront annexées à la ligne Arbatsko-Pokrovskaïa, ce qui doublera pratiquement sa longueur actuelle, et certainement sa charge de voyageurs. Simultanément, l'extension de deux stations vers Stroguino sera achevée, qui inclura un tunnel à la fois automobile et métropolitain, sous la réserve naturelle de Serebryani Bor (litt. la Pinède Argentée).

### À l'est

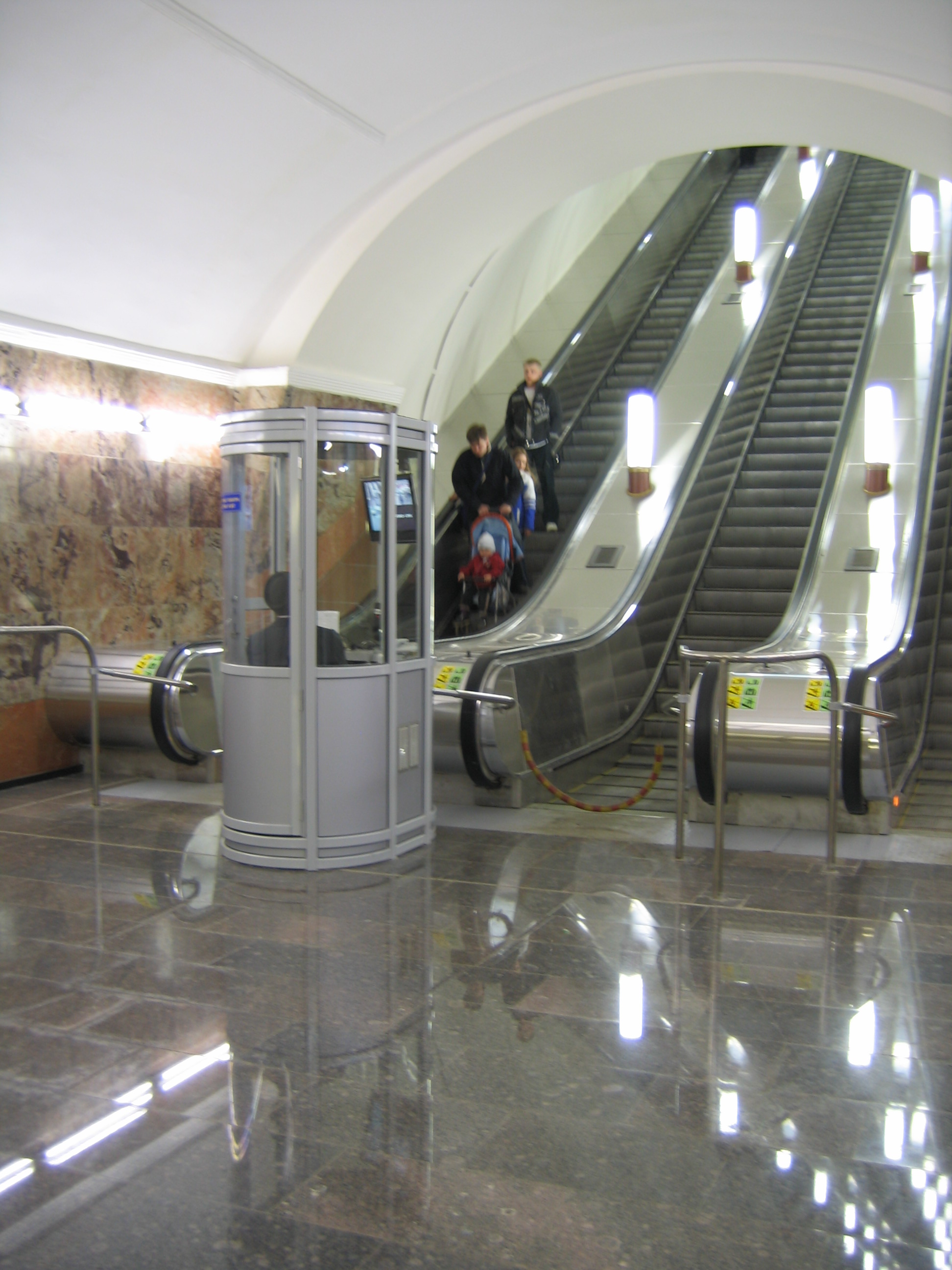
Nouveaux escalators à Semionovskaïa

La plupart des stations y sont très anciennes et certaines d'entre elles furent construites dans les années 1940, comme en témoignent leur apparence et leur technologie opérationnelle (escalators par exemple). En mai 2005, la station Semionovskaïa fut fermée durant un an pour le remplacement de ses escalators et la rénovation totale de son vestibule. Elektrozavodskaïa fut fermée en mai 2007, et devrait rouvrir en 2008. Toutes les stations en profondeur du district Pokrovski auront de secondes entrées à la surface. La station la plus empruntée, Baumanskaïa, devrait être la première sur la liste, ce qui lui permettrait d'éviter la fermeture lors des travaux. Partizanskaïa étant peu profonde et sans escalators, il ne sera pas nécessaire de la fermer.
En plus des travaux de rénovation, de nouvelles stations sont planifiées sur la ligne. En 1938, sur la première branche de la ligne entre Kourskaïa et Plochtchad Revolioutsii, des emplacements pour deux stations futures furent aménagés. Ces stations, Pokrovka et Maroseïka, devaient ouvrir à une date ultérieure. La dernière est très importante car elle permettra de faciliter une correspondance directe vers la station de Kitaï-Gorod par les lignes Kaloujsko-Rijskaïa et Tagansko-Krasnopresnenskaïa. L'ouverture des nouvelles stations n'est pas considérée aujourd'hui comme une priorité, bien que l'ouverture imminente de l'extension vers Stroguino devrait augmenter considérablement le trafic des voyageurs sur cette ligne, et nécessiter la construction de nouvelles stations.
Dans l'extrême-est, une autre extension est envisagée, vers Golianovo. Récemment, la station Chtchiolkovskaïa a été radicalement rénovée, et ses vieux carreaux de céramique remplacés par des plaques d'aluminium.

### Possibilités
En 2027, il est prévu de prolonger la ligne d'une section de 2,6 km vers l'est depuis la station «Chtchiolkovskaïa» jusqu'à la station «Golianovo».